# Xã German, Quận Hutchinson, South Dakota
Xã German (tiếng Anh: German Township) là một xã thuộc quận Hutchinson, tiểu bang Nam Dakota, Hoa Kỳ. Năm 2010, dân số của xã này là 95 người.